# Skalky (Malá Fatra)
Skalky jsou horský vrchol na hlavním hřebeni Lúčanské Malé Fatry o nadmořské výšce 1191 m nad obcí Vrícko, mezi Sedlem pod Úplazom a Vríckým sedlem.

## Přístup
- Po červené  značce hlavním hřebenem ze Sedla pod Úplazom a Vríckého sedla